# Beelitz (Arneburg)
Beelitz ist ein Ortsteil der Stadt Arneburg im Landkreis Stendal in Sachsen-Anhalt.

## Geographie
Beelitz, ein Straßendorf mit Kirche, liegt etwa zehn Kilometer von der Kreisstadt Stendal entfernt knapp fünf Kilometer westlich der Elbe in der Altmark im Süden der Wische, einem flachen, von zahlreichen Entwässerungsgräben (Balsamgraben) durchzogenen Gebiet.

## Geschichte

### Mittelalter bis 19. Jahrhundert
Beelitz wurde 1204 erstmals urkundlich erwähnt. Das wird abgeleitet aus der Nennung eines Zeugen namens Gerardus de Beliz oder Gerhardus de Belitz in mehreren Urkunden jener Zeit. Im Jahre 1343 verlieh der Markgraf Ludwig verschiedene Lehnstücke to Belitz. Weitere Nennungen waren 1687 Belitz, 1725 Behlitz und 1804 Dorf und Gut Beelitz.

### Landwirtschaft
Bei der Bodenreform wurden 1945 ermittelt: eine Besitzung über 100 Hektar hatte 131 Hektar, 17 Besitzungen unter 100 Hektar zusammen 298 Hektar, eine Kirchenbesitzung hatte 3 Hektar. Enteignet wurden 160 Hektar und auf 16 Siedler aufgeteilt. Im Jahre 1952 entstand die erste Landwirtschaftliche Produktionsgenossenschaft vom Typ III, die LPG „Max Reimann“. 1975 wurde die LPG an die LPG Obstbau-Arneburg angeschlossen.

### Eingemeindungen
Beelitz gehörte bis 1807 zum Arneburgischen Kreis, dann bis 1813 zum Kanton Arneburg. Danach kam die Gemeinde zum Kreis Stendal, dem späteren Landkreis Stendal.
Am 25. Juli 1952 wurde die Gemeinde Beelitz in den Kreis Stendal umgegliedert. Am 1. Juli 1973 verlor die Gemeinde aus dem Kreis Stendal ihre Selbständigkeit und wurde ein Ortsteil der Stadt Arneburg, am 1. Januar 1991 wurde die Eigenständigkeit wiederhergestellt. Am 1. Juli 1994 kam sie zum Landkreis Stendal.
Durch einen Gebietsänderungsvertrag hat der Gemeinderat der Gemeinde Beelitz am 4. November 2008 beschlossen, dass die Gemeinde Beelitz in die Stadt Arneburg eingemeindet wird. Dieser Vertrag wurde vom Landkreis als unterer Kommunalaufsichtsbehörde genehmigt und trat am 1. Juli 2009 in Kraft.
Zum Zeitpunkt der Eingemeindung war Beelitz mit 69 Einwohnern (Stand: 2007) die kleinste Gemeinde im Landkreis Stendal.

### Einwohnerentwicklung
| Jahr | Einwohner |
| ---- | --------- |
| 1734 | 073       |
| 1772 | 064       |
| 1790 | 104       |
| 1798 | 102       |
| 1801 | 115       |
| 1818 | 090       |
| 1840 | 103       |
| 1864 | 140       |

| Jahr | Einwohner |
| ---- | --------- |
| 1871 | 131       |
| 1885 | 115       |
| 1892 | [00]134   |
| 1895 | 135       |
| 1905 | 134       |
| 1910 | [00]140   |
| 1925 | 151       |
| 1939 | 126       |

| Jahr | Einwohner |
| ---- | --------- |
| 1946 | 225       |
| 1964 | 135       |
| 1971 | 134       |
| 2006 | [00]082   |
| 2007 | [00]069   |
| 2014 | [00]082   |
| 2015 | [00]082   |
| 2017 | [00]080   |

| Jahr | Einwohner |
| ---- | --------- |
| 2018 | [00]81    |
| 2020 | [00]76    |
| 2021 | [00]76    |
| 2022 | [0]80     |
| 2023 | [0]83     |

Quelle, wenn nicht angegeben, bis 1971:

## Religion
- Die evangelische Kirchengemeinde Beelitz gehörte früher zur Pfarrei Baben bei Goldbeck.[22] Sie wird heute betreut vom Pfarrbereich Arneburg im Kirchenkreis Stendal im Bischofssprengel Magdeburg der Evangelischen Kirche in Mitteldeutschland.[23]
- Die ältesten überlieferten Kirchenbücher für Beelitz stammen aus dem Jahre 1773, ältere Angaben sind bei Baben zu finden.[24]
- Die katholischen Christen gehören zur Pfarrei St. Anna in Stendal im Dekanat Stendal im Bistum Magdeburg.[25]

## Politik

### Bürgermeister
Der letzte Bürgermeister der Gemeinde war Wolfgang Markmann.

### Wappen
Das Wappen wurde am 28. März 1995 durch das Regierungspräsidium Magdeburg genehmigt.
Blasonierung: „Geviert von Blau und Silber; Feld 1 und 4: eine goldene heraldische Lilie.“
Die beiden goldenen Lilien stehen für das Adelsgeschlecht derer von Beelitz (Ersterwähnung 1204), die blaue Tingierung für den Balsam (Balsamerland, Balsamgau oder Belsheim) im ehemaligen Sprengel des Bistums Halberstadt. Die silbernen Felder stehen für Beelitz (slawisch = weißer Ort).

## Kultur und Sehenswürdigkeiten

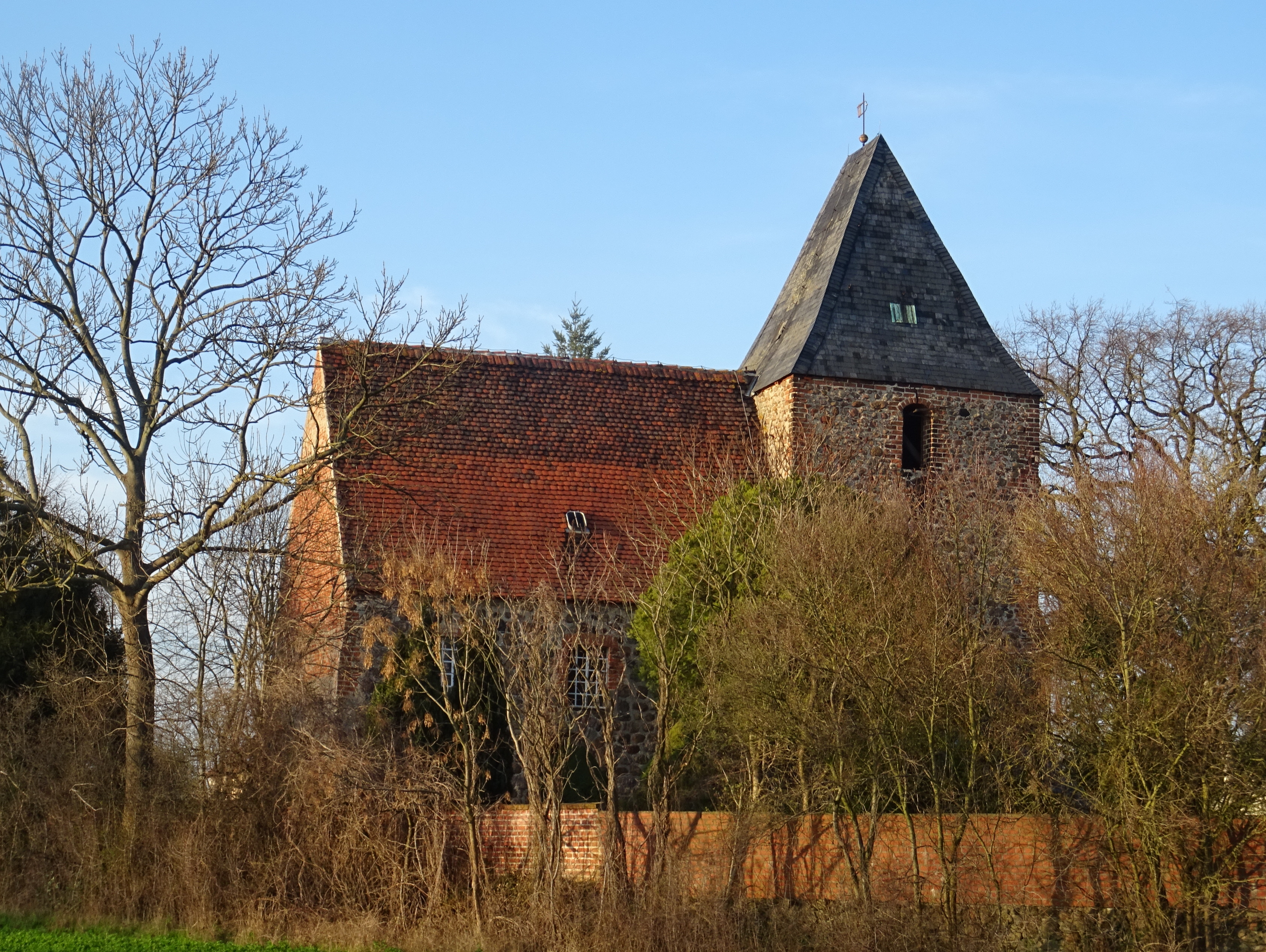
Dorfkirche Beelitz

### Dorfkirche
Die evangelische Dorfkirche Beelitz ist eine romanische Feldsteinkirche aus der ersten Hälfte des 13. Jahrhunderts, deren Turm im Osten eingebaut ist. Daher zählt sie zu den sogenannten „Sieben verkehrten Kirchen der Altmark“ (Chorturmkirchen), die in dieser Region selten vorkommen. Der Turm mit Walmdach, Backsteineinfassungen an den Ecken und stichbogigen Öffnungen wurde wahrscheinlich erst gegen Ende des 16. Jahrhunderts hinzugefügt. An der Südseite erschließt ein abgestuftes romanisches Portal das Bauwerk, an der Nordseite ist das romanische Portal vermauert. An der Apsis ist noch ein romanisches Fenster erhalten, die übrigen stichbogigen Fenster stammen vom Umbau des Jahres 1749. Restaurierungen wurden in den Jahren 1912 und 1968 vorgenommen. Im Jahr 1996 wurde der barocke Eingang am Westturm verschlossen und das Südportal wieder geöffnet.
Im Innern ist das Bauwerk flach gedeckt; ein schmaler rundbogiger Triumphbogen mit romanischen Kämpfern gliedert den Raum; der Chor schließt mit einem Kreuzgratgewölbe auf halbrunden Eckvorlagen. Das Altarretabel vom Anfang des 18. Jahrhunderts ist mit einem Kreuzigungsgemälde versehen, das von gedrehten Säulen gerahmt ist; die Wangen und Bekrönung ist in Rankenwerk gestaltet.

### Sage aus Beelitz
In der Geschichte „Die verkehrte Kirche zu Belitz“ die Pastor Mertens aus Uchtenhagen an Alfred Pohlmann im Jahre 1901 überlieferte, ist die Rede von zwei Riesen aus Beelitz und Borstel. Der Borsteler warf einen Stein, der in Beelitz landete, dort liegen blieb und lange als Hünenbett gezeigt wurde. Man konnte ganz genau die Hand des Riesen darauf sehen. Der Stein wurde zum Bau des Schulhauses verwendet. Der Beelitzer Riese wollte sich rächen und ergriff die Kirche, die ihm jedoch entglitt und wieder auf die Erde fiel. Sie hatte sich jedoch inzwischen gedreht. Seitdem hatte das Dorf den Namen verkehrtes Belitz. Eine andere Version der Sage ist die folgende. Ein heruntergekommener Bauer mit riesigen Kräften soll, um die Gemeinde zu ärgern, bei seinem Weggang einen starken Baum durch die Schalllöcher des Kirchturms gesteckt und damit die ganze Kirche gedreht haben.

### Weitere Denkmale
- Der Ortsfriedhof befindet sich auf dem mit Feldsteinen ummauerten Kirchhof.
- In Beelitz steht ein Denkmal für die Gefallenen des Ersten Weltkrieges ein Findling auf einem Sockel mit eingemeißelter Inschrift.[28]

## Verkehrsanbindung
- Nach Beelitz gelangt man über die Landstraßen von Stendal nach Arneburg bzw. von Stendal nach Goldbeck. Die wenige Kilometer entfernten Gemeinden Goldbeck und Eichstedt (Altmark) liegen an der Bahnlinie Stendal–Wittenberge.
- Es verkehren Linienbusse und Rufbusse von stendalbus.[29]